# Notholaena galapagensis
Notholaena galapagensis är en kantbräkenväxtart som beskrevs av Charles Alfred Weatherby, Amp; Svenson och Henry Knute Svenson. Notholaena galapagensis ingår i släktet Notholaena och familjen Pteridaceae. Inga underarter finns listade.